# Monkeyshines, No. 1
Monkeyshines No. 1 вважається першим фільмом, що був знятий у США.

## Історія створення
В лабораторіях Едісона Вільям К.Л. Діксон та Вільям Гайсе випробовували нову систему циліндрів для кінетоскопа і відзняли матеріал, який фактично став першим американським фільмом.  
Вчені розходяться у припущеннях, коли було створено і хто знявся в стрічці в головній ролі. Існують дві версії:
- прихильники першої стверджують, що це Джон Отт і фільм було створено у червні 1889 року;
- прихильники ж другої версії стверджують, що фільм відзято в десь 21-27 листопада 1890 року і головну роль виконує Г. Сакко Альбанезе.[1]

Обидва «актори» — це працівники лабораторії в компанії Едісона. В архівах існують суперечливі докази на підтвердження як першої, так і другої версії створення стрічки.
Фільм не був призначений для продажу і отримання комерційної вигоди, а створювався, як «польові» випробування нового винаходу і найбільшу цінність він являє для істориків кінематографу.
Monkeyshines No. 1 триває лише кілька секунд і на екрані можна побачити людину в білому, яка робить різноманітні рухи перед камерою.

## Зовнішні посилання
- Monkeyshines, No. 1 на сайті IMDb (англ.)
- Monkeyshines, No. 1 на сайті AllMovie (англ.)
- Monkeyshines, No. 1 на YouTube
- Monkeyshines, No. 2 на YouTube